# Сабирзянов, Абдула Сабирзянович
Абдула Сабирзянович Сабирзянов (1900 — 1973) — советский рабочий, буровой мастер, Герой Социалистического Труда.

## Биография
Родился в 1900 году в деревне Мочалей Симбирской губернии. Татарин. По паспорту Сабирзянов — Абдулкадир, но за ним закрепилось краткое имя Кадир.
Когда крепкому подростку исполнилось 16 лет, он вместе с деревенскими мужиками уехал в Донбасс работать в шахте. Полгода Абдулкадир пытался привыкнуть к узким штольням, по которым приходилось тянуть вагонетки. «Не вынес подземелья. Казалось, штреки вот-вот обрушатся и заживо похоронят», — так объяснял он свой уход из шахты.
Зато буровая вышка покорила его с первой встречи. С буровиками он познакомился в Грозном, и на этом выбор профессии был завершен.
Окончил Сызранский нефтяной техникум, затем Губкинское высшее нефтяное училище. Во время войны с семьёй жил в Жигулёвске, бурил нефтяные скважины в Жигулёвских горах, где в период Великой Отечественной войны добывалась нефть.
Член КПСС с 1943 года. Был делегатом XX съезда КПСС.
Работал буровым мастером треста «Ставропольнефтегаз» объединения «Куйбышевнефть».
Умер в 1973 году.

### Семья
Жена — Зейнеп, в семье было трое детей: сыновья Ахат и Садык, дочь Факия.

## Память
В г. Отрадный Самарской области именем Сабирзянова названа одна из городских улиц.

## Награды
- Герой Социалистического Труда  (1948).
- Орден Ленина (1948).